# Любомльський районний будинок культури
Любомльський районний будинок культури - районний будинок культури у місті Любомль Волинської області, один із хранителів одвічного народного мистецтва. Любомльський РБК знаходиться за адресою:
м. Любомль вул. Незалежності, 68,
Здавна Любомльщина славилася своїми людьми, залюбленими в пісню і музику, які завжди шанували прадідівське слово, звичаї, традиції землі, що дала світові Наталію Ужвій, Назара Букатевича, Ларису Черкашину, Ростислава Братуня, Миколу Бохіна, Святослава Пікульського, Дмитра Антонюка.
Духовну скарбницю і її надбання свято бережуть в нашому районі по нині. 
Культурно – просвітницька діяльність закладів культури району спрямована на втілення інноваційних форм роботи, на виховання у підростаючого покоління, молоді любові до рідного краю, поваги до місцевих традицій, формування та утвердження здорового способу життя, зміцнення моральності. 
Справжнім скарбом та могутнім потенціалом сфери культури є кадри - спеціалісти, які працюють не зважаючи на суб’єктивні і об’єктивні чинники, дефіцит фінансування та інші негаразди. Сьогодні діяльність закладів культури району забезпечує 159 працівників, з яких 142 - фахівці бібліотек, клубних установ, школи та музею.
Протягом останніх 2-х років збільшується чисельність працівників, які мають повну вищу освіту. Серед осіб з повною вищою освітою 84% мають освіту за фахом, серед осіб, які мають неповну вищу освіту 87% мають освіту за фахом. Збільшилася кількість осіб, що навчаються заочно у навчальних закладах культури і мистецтва. 
Одним із хранителів одвічного народного мистецтва є районний будинок культури. Очолює районний будинок культури Хомік Людмила Степанівна. 
Поєднуючи народні традиції з сучасністю, цей заклад став творчим центром, який постійно працює над утвердженням народної спадщини. 
Паростки культурно-просвітницької роботи пов'язані з першим іменами керівників повоєнного будинку культури: Степана Васильовича Азаркевича, Григорія Григоровича Клімашевського, Ірини Лукашівни Вовк. 
Чи не найпопулярнішим і улюбленим жанром аматорів міста був драматичний.
Тут грали вистави за п'єсами І. Карпенка-Карого, І. Кропивницького, Г. Квіти-Основ'яненка, Т. Шевченка. В Любомлі досі пам'ятають драмгуртківців: Радіона Семеновича, Сергія Шидловського, Івана Сидорука, Євгенії Старкевич, Ірини Трофомович. Поряд з драматургією в районному будинку культури працювали пісенні, танцювальні колективи, оркестри народної та художньої музики, фольклорні колективи.
При клубних закладах діє 214 творчих аматорських колективів, з них в районному будинку культури працює 20 гуртків та любительських об'єднань.
Тут є збирачі фольклору, є багато матеріалів по народній звичаєвості нашого краю. Серед 10 народних аматорських колективів, 5 працює в районному будинку культури: це народний аматорський хор ветеранів війни і праці "Осіннє золото", народний аматорський хор "Любава", народний аматорський вокальний ансамбль "Вербиченька", народний аматорський театр,народний аматорський вокальний ансамбль естрадної пісні «Голос любові» . Крім них в районі працює народний фольклорний колектив "Опалинка" Гущанського клубу, народні фольклорні гурти "Перевесло" та «Дуброва» відповідно Радехівського та Куснищанського сільських будинків культури, вокальний ансамбль «Надія» Рівненського сільського будинку культури та народна аматорська хорова капела с.Згорани.
В клубних закладах району обладнані світлиці, де експонуються роботи майстрів декоративно-ужиткового мистецтва, самодіяльних художників, оформлені етнографічні куточки.
Наполеглива робота працівників значної кількості клубних закладів району дозволяє творчим аматорським колективам пристойно виглядати на рівні мистецьких заходів, які проводяться на обласному рівні.
З 1994 року по 2010 р. очолювала РБК знаний в районі і області працівник Лідія Климович, яка за свою сумлінну працю нагороджена грамотами Міністерства культури та Кабінету Міністрів України.
Протягом 2013 року аматорські колективи району взяли участь у таких обласних заходах:
-  на урочистостях по підсумках роботи сільських голів області – диксиленд «Гаряча шістка» Любомльського РБК;
- в обласному огляді-конкурсі народної інструментальної музики «Калинова сопілка» в м.Ковелі, присвяченому 142-ій річниці від дня народження Лесі Українки – ансамбль народних інструментів РБК;
- в обласному конкурсі читців «Мій любий краю», присвячений 142-ій річниці від дня народження Лесі Українки в літературно-меморіальному музеї у с.Колодяжне Ковельського району ;
- в обласному фестивалі-конкурсі вокально-хорового мистецтва,  виконавців розмовного жанру ветеранів війни і праці, національно - визвольних змагань, присвяченому 68-ій річниці Перемоги у Великій вітчизняній війні 1941 – 1945 рр. –народний   аматорський хор війни і праці « Осіннє золото» м. Любомля;
- у фестивалі «Український Коровай-Сузір’я» - народний аматорський  фольклорний колектив «Опалинка» Гущанського клубу.
- в сьомому міжнародному фестивалі українського фольклору «Берегиня» - народний аматорський хор «Любава» РБК, народні аматорські фольклорні  
колективи «Дуброва» Куснищанського СБК,  «Перевесло»  Радехівського СБК та «Опалинка» Гущанського клубу.
Крім обласних свят, колектив «Опалинка» (с. Гуща) брав участь у  міжнародному святі щедрівок та колядок «Влодава-2013» республіки Польща.
Поряд із згаданим, РБК здійснює роботу по обслуговуванню населення, насамперед, міста Любомля та Любомльського району. Зокрема, хор ветеранів війни і праці м. Любомля «Осіннє золото» здійснив 11 виїзних концертів в села Любомльського та Шацького району.
Загалом кількість концертів, які здійснюють колективи РБК сягає 30.
Протягом січня-березня 2013 року на сцені Любомльського РБК проходили творчі звіти аматорських колективів району, присвячені 200-й річниці від дня народження Т.Г.Шевченка. Окремі, а саме: Олеська, Штунська, Ладинська, Рівненська, Гущанська, Підгородненська, Забузька, Згоранська, Римачівська та Ст.Смолярська сільські ради представляли творчі роботи на сценах сіл Олеськ, Рівне, Забужжя.        
В
рамках творчих звітів аматорських колективів клубних установ району 
проходив конкурс старовинної пісні «З глибини віків». Майже всі клубні 
установи представили учасників на конкурс. Найкращими слід назвати 
виступи: Галини Носуліч (Хворостівський СБК), дуету Бережецького клубу у
складі: Ольги Васильчук, та Ніни Хаїнської та Ганни Масюти (Олеський 
СБК). Також слід відзначити виступи фольклорного колективу «Родовід» 
Забузького СБК, Галини Троць, Любові Здрок та Галини Дихтярук 
(Почапівський СБК) , Марії Андрійчук (Запільський СБК).                  
Окремо
треба виділити майстерне виконання старовинної народної пісні солісткою
Куснищанського СБК  Вікторією Югай та народним аматорським фольклорним 
колективом Гущанського клубу «Опалинка» (кер.О.Баштанська).        
2
червня на сцені районного будинку культури відбувся творчий звіт 
аматорських колективів та окремих виконавців Любомльського району «З 
кобзарем у серці», присвячений 200-річчю від дня народження 
Т.Г.Шевченка.        
В жовтні відбулися творчі звіти установ та організацій району, присвячені 200-ій річниці від дня народження Т.Г.Шевченка.
На рівні району, як і в минулі роки проведено  традиційні свята:
-
«З Різдвом Христовим», де взяли участь 16 колективів району та 
міста. Разом з фольклорним святом відбувся фестиваль-конкурс куті 
«Різдвяна гостина», в якому брали участь усі клубні установи району.
-
свято народної творчості «Мелодії зелених свят», яке прикрасили 
колективи 12 клубних закладів. Двадцять дві клубні установи представили 
вишукані роботи народних умільців, старовинні вишивки, які були 
розміщені на виставці «Ой, земле, радістю омийся – прийшла до нас Зелена
Трійця». На цих фольклорних святах, як правило, найкращими були фольклорні
колективи «Дуброва» з с. Куснище, «Перевесло» з с. Радехів, «Яворник» з
с. Головне, «Опалинка» з с.Гуща, . В цьому році яскраво заявили про 
себе   фольклорні колективи з    с. Скиби  та с.Вишнів, с. Рівне.
-
фольклорне свято «Цвіт папороті», в якому взяли участь фольклорні 
колективи РП та співочі колективи РБК та клубних закладів району;
Вперше
було проведено районний фестиваль народної творчості «Смакуй коровай, 
та за посів не забувай», в якому брали участь усі клубні заклади району.
-
проведено конкурс юних виконавців «Зірки над Бугом», в якому взяли 
участь до 40 дітей. Географія цього конкурсу сягає всіх куточків нашого 
району. Вже кілька років у ньому беруть участь як гості діти з
РП.
В РБК працює школа «Зірок», де талановитих дітей фахівці РБК навчають співу.
Крім
свят районного масштабу РБК проводить велику культурно-масову роботу, 
яка виражається в організації тематичних, культурно-дозвіллєвих масових 
заходів, серед яких  концерти і тематичні вечори до Дня Соборності 
України,  зустріч поколінь до Дня захисника Вітчизни, до Дня Перемоги, 
Дня Конституції, 69-річчя визволення м. Любомля та Любомльського району 
від німецько-фашистських загарбників, до 22-ї річниці Дня незалежності 
України, професійні свята, в тому числі  – День працівників культури та 
аматорів народного мистецтва, благодійна акція до дня людей похилого 
віку « Людина починається з добра».
Колектив
РБК проводить свята, враховуючи інтереси глядачів, і тому намагається 
впроваджувати нові цікаві форми. Наприклад: гумористична програма за 
участю аматорських колективів – представників районних установ та 
організацій бюджетної сфери «Нестандартна гуморина»
Поєднуючи
народні традиції з сучасністю, цей заклад став діяльним центром, який 
постійно працює над збереженням і примноженням народної спадщини.